# Thomashaus

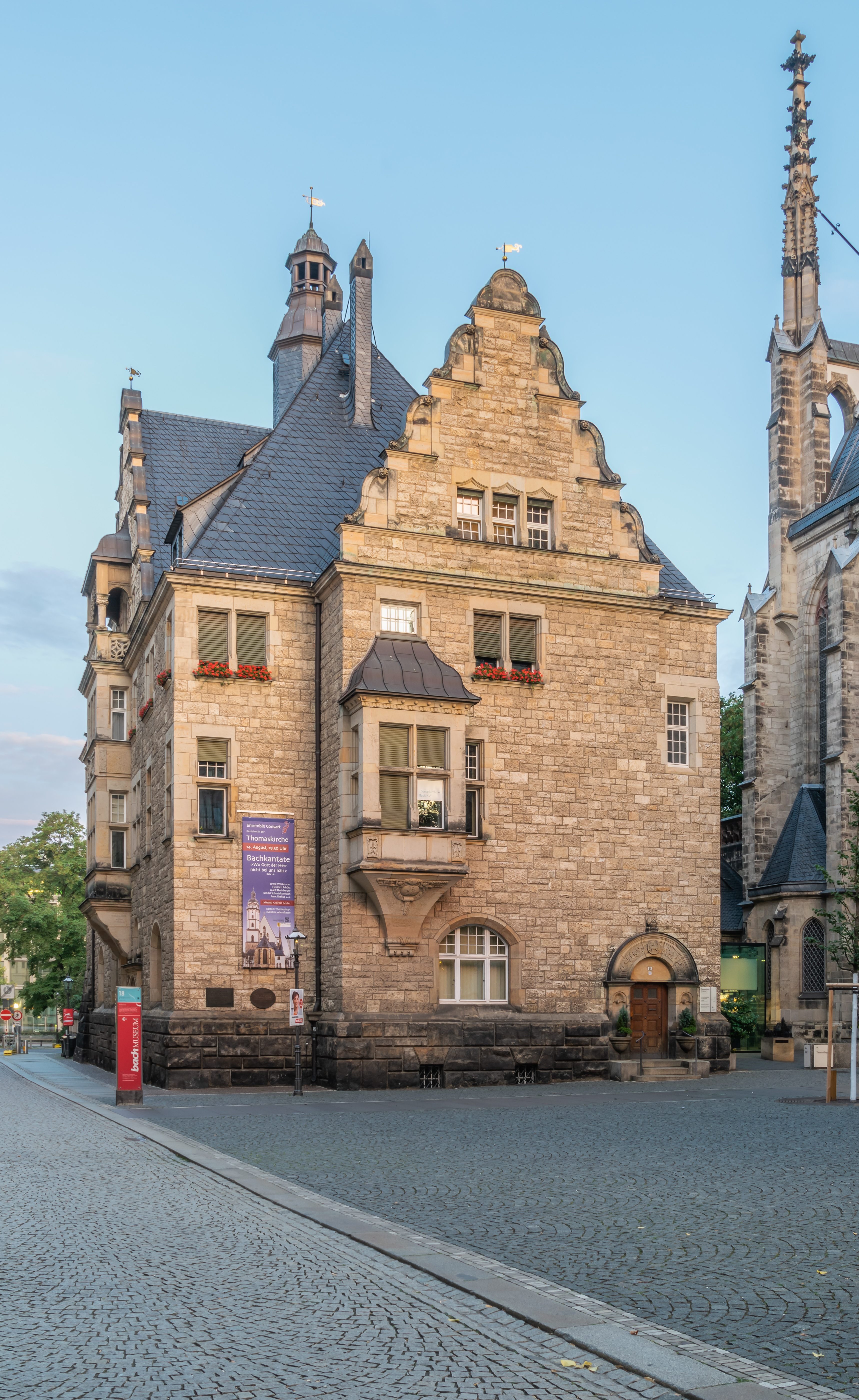
Thomashaus / Pfarrhaus der Thomaskirche (2019)

Das Thomashaus ist ein denkmalgeschütztes Gebäude am Thomaskirchhof in Leipzig.

## Geschichte und Beschreibung
Das Thomashaus wurde 1904 im Stile der Neugotik und Neorenaissance nach Plänen der Architekten Georg Weidenbach und Richard Tschammer errichtet, Es liegt auf dem Grundstück der 1902 abgegangenen alten Thomasschule (heute im Bachviertel gelegen), in der auch Thomaskantor Johann Sebastian Bach gewohnt hatte. Es war zunächst Sitz der Superintendentur.
Das mit Kalkstein verkleidete Gebäude hat drei Stockwerke, drei Staffelgiebel und ein Dach mit Schieferdeckung. Die Fassade ist durch Kastenerker geprägt, an der Mauer zur Promenade befindet sich ein Jugendstil-Interieur für den Minnesänger Heinrich von Morungen. 
2003 wurde das Thomashaus erweitert: Der Architekt Gerd Heise (HPP) baute einen Pavillon aus Glas, der als Thomasshop mit Schwerpunkt Johann Sebastian Bach und Thomanerchor fungiert.

## Heutige Nutzer
Neben dem Pfarramt der Ev.-Luth. St.-Thomas-Gemeinde (Thomaskirche) sind folgende Vereine und Stiftungen hier ansässig:
- Thomaskirche – Bach e. V.
- Stiftung Chorherren zu St. Thomae
- forum thomanum Leipzig e.V.